# Cryphula abortiva
Cryphula abortiva är en insektsart som beskrevs av Barber 1918. Cryphula abortiva ingår i släktet Cryphula och familjen Rhyparochromidae. Inga underarter finns listade i Catalogue of Life.